# Єврейсько-перська мова
31°27′00″ пн. ш. 43°34′13″ сх. д. / 31.450027777778° пн. ш. 43.570138888889° сх. д.
Єврейсько-перська мова — мова частини перських євреїв, одна з єврейсько-іранських мов. Фактично є сукупністю єврейських варіантів деяких діалектів перської мови.
У XX столітті єврейсько-перська мова була поширена в основному серед євреїв Тегерана та Мешхеда. Євреї інших міст Ірану (Хамадан, Ісфахан, Шираз та інші) розмовляють (чи розмовляли) іншими єврейсько-іранськими мовами. Вони не є діалектами перської мови, а входять до груп діалектів Центрального Ірану та Фарсу.
Єврейсько-перська мова була мовою писемності євреїв історичного лінгвокультурного регіону, відомого як «Великий Іран» (включає Іран, Афганістан, Середню Азію, південно-східне Закавказзя) протягом середньовіччя.
Найдавніші пам'ятники єврейсько-перської мови (написи середини VIII століття з Танг-і-Азао (Афганістан) та діловий документ VIII століття, що зберігся лише фрагментарно, з Дандан-Уйлика, Сіньцзян) є також одними з найдавніших пам'яток перської мови в цілому.
З XI по XVII століття пам'ятки єврейсько-перської мови походять здебільшого з південно-західної та західної частин Ірану. Виняток є документ про продаж землі (1107 рік, Сіньцзян), 54 надгробні написи з провінції Гор (Афганістан), датовані між 1189 і 1216 роками, і словник до Біблії, укладений в Гурганджі (Ургенч, Середня Азія) в 1339 році. Єдиною пам'яткою єврейсько-перської мови, створеною в Закавказзі, є словник до Біблії, складений у 1459 Моше Ширвані.
Мова єврейсько-перської поезії практично ідентична перській мові. Відрізняється лише нечисленними лексичними запозиченнями з давньоєврейської мови та вживанням порівняно невеликої кількості слів, побудованих із давньоєврейських коренів за допомогою перських афіксів.
Від цих мов слід відрізняти таємне арго перських євреїв — лотраї, що є фонологічно, морфологічно та синтаксично перською мовою, в якій значний відсоток слів замінено івритськими.